# سوني إكسبيريا إس بي
سوني اكسبيريا اس بي (بالإنجليزية: Sony Xperia SP)‏ هو هاتف ذكي من سوني موبايل كوميونيكيشنز يعمل بنظام أندرويد، تم طرحه في الأسواق في 2013.

## الخصائص
- نظام التشغيل: أندرويد
- الوزن: 155 غرام
- المعالج: 1.7 جيجا هرتز ثنائي النواة
- الذاكرة: 1 جيجابايت
- التخزين: 8 جيجابايت